# De GVR (boek)

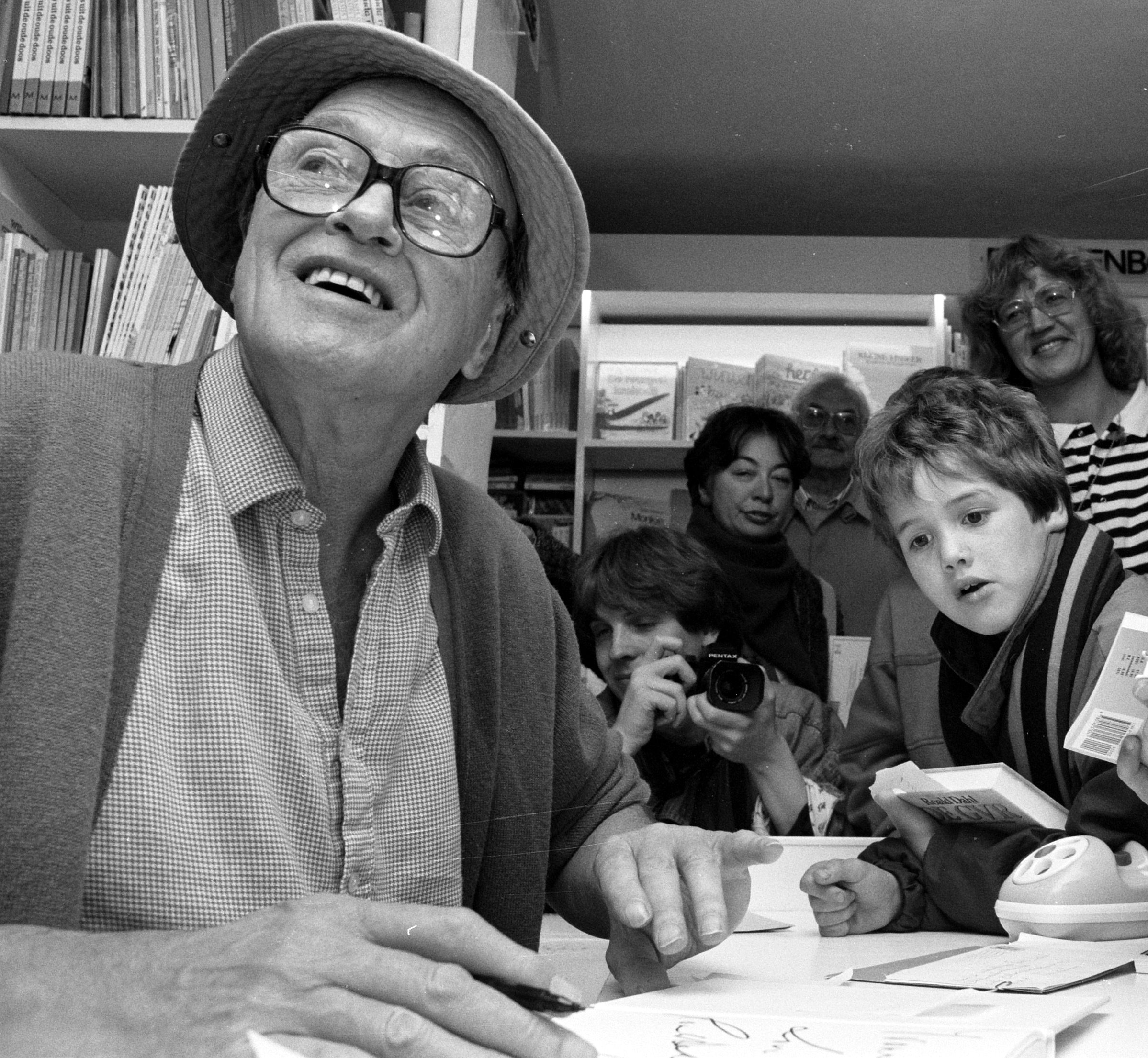
Roald Dahl signeert boeken in de Kinderboekwinkel in Amsterdam. Kind heeft De GVR bij zich om te laten signeren.

De GVR (De Grote Vriendelijke Reus; originele titel The BFG, wat staat voor Big Friendly Giant) is een kinderboek van Roald Dahl. Het kwam uit in 1982 en is een van Dahls bekendste kinderboeken geworden.

## Inhoud
Sofie, een meisje uit een weeshuis in Londen, kan op een avond niet slapen. Ze denkt dat het spookuur is en kijkt stiekem naar buiten, omdat ze haar bed niet uit mag. Als ze besluit het raam dicht te doen vanwege de maneschijn, ziet ze buiten ineens een reus staan. Hij kijkt haar aan, hoort Sofies hart bonken – hij heeft namelijk buitengewoon goede oren – en ontvoert haar dan. Niemand mag namelijk een reus zien, anders zou de wereld op zijn kop staan. Hij neemt haar met een ongelofelijke snelheid mee naar zijn grot in Reuzenland.
Sofie denkt eerst dat de reus haar zal opeten, maar net deze ene reus blijkt de enige goede in Reuzenland te zijn. Hij heet de GVR, wat staat voor de Grote Vriendelijke Reus. Hij spreekt wel Engels, maar ongrammaticaal; hij heeft de taal  geleerd uit slechts één boek, namelijk Oliver Twist. Dit boek heeft hij ongeveer tachtig jaar geleden "geleend" uit iemands kinderkamer. Hij wil het daar binnenkort weer terugleggen.
De GVR vangt zowel mooie dromen als nachtmerries in Dromenland en bewaart deze in potjes. Al blazend op een lange trompet deelt hij de mooie dromen 's nachts weer uit aan slapende kinderen, de nachtmerries blaast hij in zijn grot op. Hij eet alleen maar snoskommers; een soort behaarde komkommers, maar dan met een heel vieze smaak. Er  groeit echter niets anders eetbaars in Reuzenland. De GVR wil geen eten stelen van mensen en al zeker geen mensen of dieren opeten.
Hij vertelt Sofie over de andere negen reuzen die samen met hem in Reuzenland wonen; dit zijn wél echte menseneters. Ze zijn allemaal minstens twee keer zo groot als hij en spreken ook precies hetzelfde warrige, deels ongrammaticale taaltje. Elke nacht trekken ze eropuit naar bijna alle plekken ter wereld om slapende mensen ("mensbaksels") doorgaans uit hun bedden te halen en ter plekke te verslinden. De GVR vertelt nog allerlei andere dingen die totaal onbekend zijn in de mensenwereld; zo kan hij bijvoorbeeld planten horen schreeuwen van pijn, en kent hij allerlei vreemde diersoorten.
Terwijl de GVR en Sofie in gesprek zijn, komt onverwacht een van deze andere reuzen, de Bloedbottelaar, de grot in. De Bloedbottelaar ontdekt Sofie bijna, maar ze verbergt zich in een snoskommer. Als de Bloedbottelaar hier even later een stuk van afbijt spuugt hij het meteen weer uit, en Sofie ontkomt hierdoor op het nippertje aan de dood. Hierna verlaat de Bloetbottelaar de grot weer.
De GVR laat Sofie ter afleiding van wat er is gebeurd kennismaken met de standaarddrank in Reuzenland,  frobscottle (Nederlands: "fropskottel"). Dit is een speciaal koolzuurhoudend drankje waarbij de bellen niet opstijgen (zoals bij champagne), maar juist naar beneden gaan. In tegenstelling tot de snoskommers smaakt fropskottel juist erg lekker.
Omdat de GVR niet zo groot en gemeen is als de andere reuzen wordt hij nogal gepest. Uit verveling gebruiken ze hem als handbal. Uit wraak laat hij, als hij met Sofie terug is uit Dromenland, een gevangen nachtmerrie (Trolleklopper) – over de reuzendoder Jacob – los op de Vleeslapeter, de grootste reus van allemaal. Hierdoor ontstaat een verschrikkelijke vechtpartij tussen de negen reuzen. De GVR verzekert Sofie echter dat de reuzen elkaar nooit zullen doden.
Als de reuzen die avond opnieuw naar de mensenwereld gaan, zien Sofie en de GVR hen in de verte langskomen. Sofie zou het liefste iedereen willen waarschuwen, met name de koningin van Engeland. De GVR wijst haar erop dat dit zinloos is, niemand zou haar immers geloven. Bovendien zou Sofie dan teruggebracht worden naar het weeshuis en de GVR vreest dat hij zelf in de dierentuin zou worden opgesloten. Dan krijgt Sofie ineens een briljant idee: ze zal de koningin op een geloofwaardige manier  waarschuwen, waarbij zowel de GVR als zij niks hoeven te vrezen, door haar eerst over de werkelijkheid te laten dromen. De GVR stemt in met dit plan en mengt hiervoor een speciale droom uit de biljoenen dromen die hij in zijn grot verzameld heeft. Die droom gaat over alle gruwelijke daden van de reuzen, het bestaan van de GVR die kan uitleggen waar de reuzen zich bevinden en over het bestaan van Sofie zelf, die kan vertellen waar de GVR verstopt is. Die nacht gaan ze naar Buckingham Palace, waar de reus de droom bij de koningin inblaast en Sofie in haar kamer verbergt. De koningin en haar kamermeisje zijn verrast als ze 's ochtends Sofie in de kamer aantreffen, maar aangezien de koningin over haar gedroomd heeft en ook de GVR opduikt, gelooft ze dat wat ze gedroomd heeft werkelijkheid kan zijn. In The Times van die morgen staat bovendien dat een paar kinderen in de kostscholen op mysterieuze wijze zijn verdwenen. Onder de ramen van een slaapzaal zijn afgekloven botten gevonden.
Sofie en de GVR worden als welkome gasten in het paleis ontvangen, en de koningin zorgt dat ze een goed ontbijt krijgen. De GVR kan vanwege zijn omvang geen gewoon bestek gebruiken, dus krijgt hij een tuinhark als vork en een zwaard als mes aangeboden. Hij is dol op het eten dat hij in het paleis krijgt, maar lust anderzijds geen koffie en mist de fropskottel. De GVR weet zich nog te herinneren naar welke landen de reuzen de afgelopen paar dagen zijn gegaan. De koningin belt achtereenvolgens met de koning van Zweden en de vorst van Thailand, die inderdaad bevestigen dat er de afgelopen dagen mensen bij hen verdwenen zijn. Zodoende weet de koningin nu zeker dat het verhaal van Sofie en de GVR klopt. Ze besluit om het leger en de luchtmacht in te schakelen en naar Reuzenland te sturen. De GVR wijst iedereen de weg. 
Terwijl de negen reuzen hun middagdutje doen, worden ze door de soldaten vastgebonden met kettingen en touwen. Het gaat bijna mis als de Vleeslapeter wakker wordt en een van de soldaten grijpt. Sofie steekt een broche die ze van de koningin heeft gekregen in de enkel van de Vleeslapeter, die hierdoor denkt dat hij door een giftige slang is gebeten en zich willoos laat vastbinden. De reuzen worden aan negen grote helikopters gehangen, naar Engeland gebracht en in een immens grote kuil gegooid. De GVR maakt hun boeien los, in de veronderstelling dat ze hem geen kwaad zullen doen. Hij kan echter nog maar net op tijd uit de kuil ontsnappen, als de reuzen besluiten om hem in plaats van de mensen te verorberen. Voortaan staan er voor de mensen etende reuzen alleen nog snoskommers op het menu. Alles gaat goed, afgezien van één ongeluk waarbij drie dronken mannen besluiten om voor de grap in de kuil te klimmen.
De reus en Sofie krijgen, omdat ze de wereld van een groot gevaar hebben verlost, ieder een huis naast het paleis van de koningin. Sofie leert de reus fatsoenlijk praten en spellen, zo goed zelfs dat hij schrijver wordt. Het eerste boek dat hij schrijft gaat over Sofie en zichzelf en heet De GVR. De laatste regel meldt aan de lezer dat hij dit boek nu net uit heeft.

## Personages
De personages uit het boek hebben in het Nederlands allemaal nieuwe namen gekregen, afgezien van Sofie.
| (De GVR)                                               | (The BFG)                               |
| ------------------------------------------------------ | --------------------------------------- |
| De GVR                                                 | The BFG                                 |
| Sofie                                                  | Sophie                                  |
| De Koningin van Engeland                               | The Queen of England                    |
| Mary, het kamermeisje van de Koningin                  | Mary, The Queen's maid                  |
| Mr. Tibbs                                              | Mr. Tibbs                               |
| Mevr. Clonkers                                         | Mrs. Clonkers                           |
| Het hoofd van het Leger en het hoofd van de Luchtmacht | The Heads of the Army and the Air-force |
| De Vleeslapeter                                        | The Fleshlumpeater                      |
| De Bloedbottelaar                                      | The Bloodbottler                        |
| De Mensenmepper                                        | The Manhugger                           |
| De Vleeshakker                                         | The Meatdripper                         |
| De Kinderkauwer                                        | The Childchewer                         |
| De Slagersjongen                                       | The Butcher Boy                         |
| De Meisjesstamper                                      | The Maidmasher                          |
| De Bottenkraker                                        | The Bonecruncher                        |
| De Schrokschranzer                                     | The Gizzardgulper                       |

## Achtergronden
- Dahl droeg dit boek en De reuzenperzik op aan zijn oudste dochter Olivia, die in 1962 op zevenjarige leeftijd was overleden aan de gevolgen van mazelen.[1]
- De GVR kwam al eerder voor in een kleine raamvertelling in een ander boek van Dahl, Daantje de wereldkampioen (1975). De vader van de hoofdpersoon vertelt hier het verhaal over de Grote Vriendelijke Reus, zoals dat ook in De GVR wordt verteld.
- De schreeuwende planten waar de GVR het aan het begin van het verhaal met Sofie over heeft zijn een verwijzing naar Dahls verhaal The Sound Machine uit 1949.[2]
- De naam Grote Vriendelijke Reus is een pleonasme, evenals de oorspronkelijke Engelse naam. Overigens is de GVR alleen groot in vergelijking met mensen; vergeleken met andere reuzen is hij klein.
- Het speciale ongrammaticale taaltje – inclusief allerlei vreemde neologismen – van de GVR staat in het Engels ook wel bekend als Gobblefunk.[3]
- In het boek vermeldt de GVR abusievelijk dat alleen mensen hun soortgenoten doodmaken, en dat mensen daarom in feite juist erger zijn dan de mensen etende reuzen. In werkelijkheid doden veel dieren niet alleen hun eigen soortgenoten, maar is ook kannibalisme niet ongebruikelijk in het dierenrijk.
- In De reuzenperzik werd aan het eind ook al dezelfde "verrastechniek" gebruikt; de hoofdpersoon uit het verhaal blijkt uiteindelijk zogenaamd de auteur van het hele boek te zijn.

## Bewerkingen
In december 1989 kwam er een tekenfilm gebaseerd op het boek uit, De GVR, onder regie van Brian Cosgrove. In 2016  kwam Steven Spielberg met een eigen verfilming, waarin ook gebruik is gemaakt van liveaction.
Er is van dit boek ook een toneelstuk gemaakt met Ricky Koole als Sofie. Op 29 januari 2011 ging de Vlaamse theaterversie in première in Gent, met Lulu Aertgeerts als de koningin, Jolijn Antonissen als Sofie en Jeroen Maes in de titelrol.